# NGC 710
NGC 710 (również PGC 6972 lub UGC 1349) – galaktyka spiralna (Sc), znajdująca się w gwiazdozbiorze Andromedy. Odkrył ją 28 października 1850 roku Bindon Stoney – asystent Williama Parsonsa. Niezależnie odkrył ją Heinrich Louis d’Arrest 12 sierpnia 1863 roku. Należy do gromady galaktyk Abell 262.
W galaktyce tej zaobserwowano supernową SN 2002eo.